# Gerazym (Dobrosierdow)
Gerazym, imię świeckie Jegor (Gieorgij) Iwanowicz Popow, nazwisko seminaryjne Dobrosierdow (ur. 14 października?/26 października 1809 w Bielskiej słobodzie w guberni irkuckiej, zm. 12 czerwca?/24 czerwca 1880 w Astrachaniu) – rosyjski biskup prawosławny, święty prawosławny zaliczany do Soboru Świętych Syberyjskich i do Soboru Świętych Astrachańskich.

## Życiorys
Był synem sługi cerkiewnego, od młodości planował wstąpienie do monasteru, chciał zostać jurodiwym. Wykształcenie teologiczne uzyskał w seminarium duchownym w Irkucku. W czasie nauki w szkole rektor seminarium nadał mu nazwisko seminaryjne Dobrosierdow, które miało obrazować jego charakter.
W listopadzie 1827 z powodu uznanego za dziwne zachowania został zmuszony do odejścia ze szkoły, szybko jednak, dzięki pomocy hieromnicha Nifonta, uzyskał prawo powrotu do seminarium. Od 1829 kierował chórem przy soborze katedralnym w Irkucku, zaś od 1831 z błogosławieństwa biskupa irkuckiego Ireneusza podjął pracę misyjną wśród miejscowych Buriatów. W 1832 uzyskał dyplom końcowy seminarium irkuckiego z drugim dyplomem w roczniku. Ożenił się i podjął pracę nauczyciela, a następnie inspektora seminarium, zaś 12 kwietnia 1836 został wyświęcony na kapłana przez biskupa irkuckiego Innocentego. Służył w cerkwi Przemienienia Pańskiego w Irkucku. Był również członkiem eparchialnego konsystorza i towarzystwa opieki nad ubogimi duchownymi.
W 1841 wyjechał na studia teologiczne do Petersburga i w 1845 uzyskał dyplom Petersburskiej Akademii Duchownej, kończąc studia w stopniu magistra. Został wówczas wyznaczony na wykładowcę przedmiotów teologicznych w seminarium duchownym w Twerze. W tym samym roku, po śmierci małżonki, 1 marca złożył wieczyste śluby mnisze, przyjmując imię zakonne Gerazym. W 1846 otrzymał godność ihumena, zaś w 1849 – archimandryty.
Od 1846 był inspektorem oraz wykładowcą języka greckiego i historii powszechnej w Kaukaskim Seminarium Duchownym w Stawropolu, w 1849 został jego rektorem. Po roku sprawowania funkcji został przeniesiony do seminarium duchownego w Symbirsku na równorzędne stanowisko. W eparchii symbirskiej był również cenzorem kazań i dyrektorem towarzystwa opieki nad więzieniami. W 1855 został rektorem seminarium duchownego w Charkowie, dziekanem monasterów w eparchii charkowskiej oraz przełożonym Kuriażskiego Monasteru Przemienienia Pańskiego k. Charkowa.
Po pięciu latach został przeniesiony ponownie, tym razem na stanowisko rektora i wykładowcy przedmiotów teologicznych w seminarium duchownym w Kałudze, które łączył z obowiązkami przełożonego monasteru Opieki Matki Bożej w Lichwinie i dziekana klasztorów eparchii kałuskiej i borowskiej. Utrzymywał bliskie kontakty z mnichami Pustelni Optyńskiej, w szczególności ze starcem Mojżeszem. Po śmierci Mojżesza brał udział w jego pogrzebie oraz w wyborze kolejnego starca optyńskiego – Izaaka.
10 marca 1863 w Ławrze Aleksandra Newskiego przyjął chirotonię na biskupa staroruskiego, wikariusza eparchii nowogrodzkiej. Od następnego roku był wikariuszem eparchii petersburskiej z tytułem biskupa rewelskiego, a następnie ładoskiego. Był wiceprzewodniczącym komitetu więziennego w Nowogrodzie, a od 1865 także przewodniczącym miejscowego towarzystwa misyjnego.
W 1866 został przeniesiony na katedrę samarską i stawropolską. W Samarze założył żeńską szkołę duchowną i sam ufundował stypendia dla jej wychowanek. Wzniósł także nowy gmach miejscowego seminarium duchownego i wprowadził nowy regulamin wewnętrzny szkół duchownych Samary. Angażował się w krzewienie prawosławia wśród Czuwaszy, zainicjował publiczne spotkania na tematy religijne w cerkwiach eparchii, w Samarze organizował publiczne dyskusje ze staroobrzędowcami. Rozpoczął druk „Samarskich jeparchijalnych wiedomostiej”, otworzył także fabrykę świec, dom dziecka i kasę pomocy dla duchownych odchodzących w stan spoczynku, wdów i sierot. W 1869 rozpoczął prace nad budową katedralnego soboru Chrystusa Zbawiciela w Samarze.
W 1877 został przeniesiony na katedrę astrachańską i jenotajewską. W Astrachaniu założył dom opieki nad ubogim duchowieństwem, zwalczał również sekty i rozwijał działalność misyjną w Kałmucji. Zmarł w Astrachaniu i został pochowany w miejscowym soborze Zaśnięcia Matki Bożej.
Odznaczony orderem św. Anny I i II stopnia, orderem św. Włodzimierza II i III stopnia oraz czarnogórskim orderem księcia Daniela II stopnia.

## Kult
W 1984 został kanonizowany jako jeden z Soboru Świętych Syberyjskich. Jego postać pojawia się na ikonach tegoż Soboru, a od 1994 także Soboru Świętych Astrachańskich.
W 2005 dokonana została translacja jego relikwii, które wystawiono dla kultu w soborze Zaśnięcia Matki Bożej w Astrachaniu.